# Sportgemeinschaft Essen-Schönebeck 19/68 2016-2017
Questa voce raccoglie le informazioni riguardanti lo Sportgemeinschaft Essen-Schönebeck 19/68 nelle competizioni ufficiali della stagione 2016-2017.

## Maglie e sponsor
Lo sponsor principale era l'istituto di credito Sparkasse Essen, mentre lo sponsor tecnico, fornitore delle tenute, era Puma.
|  | Casa | Trasferta |

## Organigramma societario
Tratto dal sito societario:
Area tecnica
- Allenatore: Daniel Kraus
- Allenatore in seconda: Kirsten Schlosser
- Allenatore dei portieri: Volker Messmann
- Preparatore atletico: Erskine Baker
- Massaggiatori: Axel Schaefer, Mazin Sanuri
- Ortopedico: Kai Ruße
- Fisioterapista: Eveline Neuhaus

## Rosa
Rosa, ruoli e numeri di maglia come da sito societario e sito Federcalcio tedesca.
| N. |                     | Ruolo | Calciatrice       |
| -- | ------------------- | ----- | ----------------- |
| 1  | Germania (bandiera) | P     | Lisa Weiß         |
| 4  | Germania (bandiera) | C     | Jana Feldkamp     |
| 5  | Germania (bandiera) | D     | Isabel Hochstein  |
| 6  | Germania (bandiera) | D     | Vanessa Martini   |
| 7  | Germania (bandiera) | D     | Sarah Freutel     |
| 8  | Germania (bandiera) | C     | Manjou Wilde      |
| 9  | Germania (bandiera) | A     | Kirsten Nesse     |
| 10 | Germania (bandiera) | C     | Linda Dallmann    |
| 11 | Germania (bandiera) | D     | Irini Ioannidou   |
| 12 | Germania (bandiera) | P     | Jil Strüngmann    |
| 13 | Germania (bandiera) | A     | Charline Hartmann |
| 14 | Giappone (bandiera) | A     | Kozue Andō        |

| N. |                     | Ruolo | Calciatrice       |
| -- | ------------------- | ----- | ----------------- |
| 15 | Germania (bandiera) | A     | Nicole Anyomi     |
| 16 | Germania (bandiera) | C     | Jacqueline Klasen |
| 17 | Germania (bandiera) | C     | Margarita Gidion  |
| 18 | Germania (bandiera) | D     | Lena Ostermeier   |
| 19 | Germania (bandiera) | C     | Laura Radke       |
| 20 | Germania (bandiera) | P     | Alissa Tolksdorf  |
| 21 | Germania (bandiera) | C     | Ina Lehmann       |
| 22 | Germania (bandiera) | D     | Nina Brüggemann   |
| 23 | Germania (bandiera) | C     | Sara Doorsoun     |
| 24 | Germania (bandiera) | A     | Lea Schüller      |
| 25 | Germania (bandiera) | D     | Henrike Sahlmann  |

## Calciomercato

### Sessione estiva
| Acquisti | Acquisti     | Acquisti                    | Acquisti                  |
| R.       | Nome         | da                          | Modalità                  |
| -------- | ------------ | --------------------------- | ------------------------- |
| C        | Manjou Wilde | Werder Brema                | definitivo                |
| A        | Laura Radke  | SGS Essen [Primavera B (F)] | aggregata dalle giovanili |

| Cessioni | Cessioni         | Cessioni         | Cessioni   |
| R.       | Nome             | a                | Modalità   |
| -------- | ---------------- | ---------------- | ---------- |
| P        | Lena Pauels      | Werder Brema     | definitivo |
| C        | Janina Meißner   | Nîmes            | definitivo |
| C        | Franziska Wenzel | Borussia Bocholt | definitivo |

## Risultati

### Frauen-Bundesliga

#### Girone di andata
| Arbitro: | Müller-Schmäh (Potsdam) |

|  |           |                                        |
|  | Marcatori | 45+1’ Schüller 50’ Dallmann 63’ Klasen |

| Arbitro: | Lohmeyer (Holtland) |

|              |           |  |
| Schüller 68’ | Marcatori |  |

| Arbitro: | Derlin (Bad Schwartau) |

|                                   |           |                           |
| Nagasato 90+1’ Crnogorčević 90+2’ | Marcatori | 59’ Doorsoun 88’ Schüller |

| Arbitro: | Wacker (Lehrensteinsfeld) |

|                            |           |  |
| Hartmann 36’, 70’ Andō 60’ | Marcatori |  |

| Arbitro: | Kunkel (Amburgo) |

|                             |           |  |
| Kellond-Knight 11’ Huth 68’ | Marcatori |  |

| Arbitro: | Haider (Roth) |

|              |           |                 |
| Schüller 42’ | Marcatori | 43’ Škorvánková |

| Arbitro: | Müller-Schmäh (Potsdam) |

|              |           |  |
| Feldkamp 37’ | Marcatori |  |

| Arbitro: | Lohmeyer (Holtland) |

|  |           |                                                |
|  | Marcatori | 2’ Anyomi 49’ Doorsoun 70’ Andō 87’ Brüggemann |

| Arbitro: | Appelmann (Alzey) |

|  |           |                         |
|  | Marcatori | 60’ Fischer 67’ Jakabfi |

| Arbitro: | Diekmann (Dortmund) |

|           |           |                                                               |
| Schwab 2’ | Marcatori | 31’, 47’ Anyomi 55’ Wilde 84’ (rig.) Ioannidou 90+1’ Hartmann |

| Arbitro: | Kunkel (Amburgo) |

|  |           |                               |
|  | Marcatori | 23’, 64’ Rolser 90+3’ Baunach |

#### Girone di ritorno
| Arbitro: | Westerhoff (Bochum) |

|               |           |         |
| Ioannidou 52’ | Marcatori | 35’ Heß |

| Arbitro: | Weigelt (Lipsia) |

|            |           |            |
| Zeller 37’ | Marcatori | 88’ Klasen |

| Arbitro: | Hussein (Bad Harzburg) |

|  |           |                               |
|  | Marcatori | 26’ (rig.), 31’, 77’ Islacker |

| Arbitro: | Stolz (Pritzwalk) |

|  |           |                                    |
|  | Marcatori | 13’ Martini 70’ Doorsoun 75’ Nesse |

| Arbitro: | Wacker (Lehrensteinsfeld) |

|              |           |           |
| Hartmann 52’ | Marcatori | 26’ Elsig |

| Arbitro: | Söder (Ingolstadt) |

|  |           |           |
|  | Marcatori | 13’ Nesse |

| Arbitro: | Hussein (Bad Harzburg) |

|                                         |           |                            |
| Magull 43’, 52’, 61’ (rig.) Kayikçi 45’ | Marcatori | 9’ Dallmann 35’ Brüggemann |

| Arbitro: | Kunkel (Amburgo) |

|                     |           |                                           |
| Hartmann 40’ (rig.) | Marcatori | 1’, 29’ Voňková 41’ Sedláčková 51’ Arnold |

| Arbitro: | Stolz (Pritzwalk) |

|                    |           |              |
| Popp 40’ Pajor 54’ | Marcatori | 39’ Schüller |

| Arbitro: | Appelmann (Alzey) |

|                                                                    |           |             |
| Schüller 5’, 69’, 78’ Hartmann 45’ Martini 54’ Klasen 56’ Andō 88’ | Marcatori | 3’ Hegering |

| Arbitro: | Wacker (Lehrensteinsfeld) |

|                  |           |  |
| Miedema 85’, 90’ | Marcatori |  |

### DFB-Pokal der Frauen
| Arbitro: | Hussein (Bad Harzburg) |

|  |           |                                                      |
|  | Marcatori | 18’, 31’ Doorsoun 60’ Hartmann 81’ Gidion 89’ Klasen |

| Arbitro: | Schlemmer (Nußbach) |

|                                       |           |                   |
| Groenen 61’ Islacker 70’ Nagasato 89’ | Marcatori | 59’, 67’ Hartmann |

## Statistiche

### Statistiche di squadra
| Competizione         | Punti | In casa | In casa | In casa | In casa | In casa | In casa | In trasferta | In trasferta | In trasferta | In trasferta | In trasferta | In trasferta | Totale | Totale | Totale | Totale | Totale | Totale | DR  |
| Competizione         | Punti | G       | V       | N       | P       | Gf      | Gs      | G            | V            | N            | P            | Gf           | Gs           | G      | V      | N      | P      | Gf     | Gs     | DR  |
| -------------------- | ----- | ------- | ------- | ------- | ------- | ------- | ------- | ------------ | ------------ | ------------ | ------------ | ------------ | ------------ | ------ | ------ | ------ | ------ | ------ | ------ | --- |
| Frauen-Bundesliga    | 32    | 11      | 4       | 3       | 4       | 16      | 16      | 11           | 5            | 2            | 4            | 22           | 14           | 22     | 9      | 5      | 8      | 38     | 30     | +8  |
| DFB-Pokal der Frauen | -     | -       | -       | -       | -       | -       | -       | 2            | 1            | 0            | 1            | 7            | 3            | 2      | 1      | 0      | 1      | 7      | 3      | +4  |
| Totale               | -     | 11      | 4       | 3       | 4       | 16      | 16      | 13           | 6            | 2            | 5            | 29           | 17           | 24     | 10     | 5      | 9      | 45     | 33     | +12 |

### Andamento in campionato
| Giornata  | 1 | 2 | 3 | 4 | 5 | 6 | 7 | 8 | 9 | 10 | 11 | 12 | 13 | 14 | 15 | 16 | 17 | 18 | 19 | 20 | 21 | 22 |
| --------- | - | - | - | - | - | - | - | - | - | -- | -- | -- | -- | -- | -- | -- | -- | -- | -- | -- | -- | -- |
| Luogo     | T | C | T | C | T | C | C | T | C | T  | C  | C  | T  | C  | T  | C  | T  | T  | C  | T  | C  | T  |
| Risultato | V | V | N | V | P | N | V | V | P | V  | P  | N  | N  | P  | V  | N  | V  | P  | P  | P  | V  | P  |
| Posizione | 2 | 2 | 3 | 2 | 4 | 5 | 5 | 4 | 5 | 4  | 5  | 6  | 6  | 6  | 6  | 6  | 6  | 6  | 6  | 6  | 6  | 6  |

Legenda:

Luogo: C = Casa; T = Trasferta. Risultato: V = Vittoria; N = Pareggio; P = Sconfitta.

### Statistiche delle giocatrici
| Giocatore     | Frauen-Bundesliga | Frauen-Bundesliga | Frauen-Bundesliga | Frauen-Bundesliga | DFB-Pokal der Frauen | DFB-Pokal der Frauen | DFB-Pokal der Frauen | DFB-Pokal der Frauen | Totale   | Totale | Totale      | Totale     |
| Giocatore     | Presenze          | Reti              | Ammonizioni       | Espulsioni        | Presenze             | Reti                 | Ammonizioni          | Espulsioni           | Presenze | Reti   | Ammonizioni | Espulsioni |
| ------------- | ----------------- | ----------------- | ----------------- | ----------------- | -------------------- | -------------------- | -------------------- | -------------------- | -------- | ------ | ----------- | ---------- |
| N. Anyomi     | 8                 | 3                 | 0                 | 0                 | 1                    | 0                    | 0                    | 0                    | 9        | 3      | 0           | 0          |
| K. Andō       | 20                | 3                 | 2                 | 0                 | 2                    | 0                    | 0                    | 0                    | 22       | 3      | 2           | 0          |
| N. Brüggemann | 19                | 2                 | 2                 | 0                 | 1                    | 0                    | 0                    | 0                    | 20       | 2      | 2           | 0          |
| L. Dallmann   | 16                | 2                 | 2                 | 0                 | 2                    | 0                    | 0                    | 0                    | 18       | 2      | 2           | 0          |
| S. Doorsoun   | 21                | 3                 | 3                 | 1                 | 1                    | 0                    | 0                    | 0                    | 22       | 3      | 3           | 1          |
| J. Feldkamp   | 12                | 1                 | 1                 | 0                 | 1                    | 0                    | 0                    | 0                    | 13       | 1      | 1           | 0          |
| S. Freutel    | 10                | 0                 | 1                 | 0                 | 0                    | 0                    | 0                    | 0                    | 10       | 0      | 1           | 0          |
| M. Gidion     | 11                | 0                 | 1                 | 0                 | 2                    | 1                    | 0                    | 0                    | 13       | 1      | 1           | 0          |
| C. Hartmann   | 21                | 6                 | 7                 | 0                 | 2                    | 3                    | 0                    | 0                    | 23       | 9      | 7           | 0          |
| I. Hochstein  | 9                 | 0                 | 1                 | 0                 | 0                    | 0                    | 0                    | 0                    | 9        | 0      | 1           | 0          |
| I. Ioannidou  | 16                | 2                 | 2                 | 0                 | 2                    | 0                    | 0                    | 0                    | 18       | 2      | 2           | 0          |
| I. Lehmann    | 20                | 0                 | 4                 | 0                 | 2                    | 0                    | 0                    | 0                    | 22       | 0      | 4           | 0          |
| J. Klasen     | 21                | 3                 | 2                 | 0                 | 2                    | 1                    | 0                    | 0                    | 23       | 4      | 2           | 0          |
| V. Martini    | 10                | 2                 | 1                 | 1                 | 2                    | 0                    | 0                    | 0                    | 12       | 2      | 1           | 1          |
| K. Nesse      | 6                 | 2                 | 1                 | 0                 | 0                    | 0                    | 0                    | 0                    | 6        | 2      | 1           | 0          |
| L. Ostermeier | 19                | 0                 | 0                 | 0                 | 1                    | 0                    | 0                    | 0                    | 20       | 0      | 0           | 0          |
| L. Radke      | 4                 | 0                 | 0                 | 0                 | 0                    | 0                    | 0                    | 0                    | 4        | 0      | 0           | 0          |
| H. Sahlmann   | 1                 | 0                 | 0                 | 0                 | 1                    | 0                    | 0                    | 0                    | 2        | 0      | 0           | 0          |
| L. Schüller   | 13                | 8                 | 1                 | 0                 | 1                    | 0                    | 0                    | 0                    | 14       | 8      | 1           | 0          |
| J. Strüngmann | 0                 | 0                 | 0                 | 0                 | 1                    | 0                    | 0                    | 0                    | 1        | 0      | 0           | 0          |
| A. Tolksdorf  | 0                 | 0                 | 0                 | 0                 | 0                    | 0                    | 0                    | 0                    | 0        | 0      | 0           | 0          |
| L. Weiß       | 22                | -30               | 0                 | 0                 | 1                    | -3                   | 0                    | 0                    | 23       | -33    | 0           | 0          |
| M. Wilde      | 20                | 1                 | 0                 | 0                 | 1                    | 0                    | 0                    | 0                    | 21       | 1      | 0           | 0          |